# Кипс-Бей
Кипс-Бей (англ. Kips Bay, дословно — «Бухта Кипа») — квартал в районе Ист-Сайд в боро Манхэттен, Нью-Йорк, расположенный между 23-й и 34-й улицами и между Лексингтон-авеню и Ист-Ривер. За северную границу района иногда также принимается 38-я улица. К западу от района расположен Флэтайронский квартал, к северу — район Мюррей-Хилл, на юге от Кипс-Бея находится жилой комплекс Стёйвесант-Таун-Питер-Купер-Виллидж. Кипс-Бей находится под юрисдикцией 6-го общественного совета Манхэттена.

## История

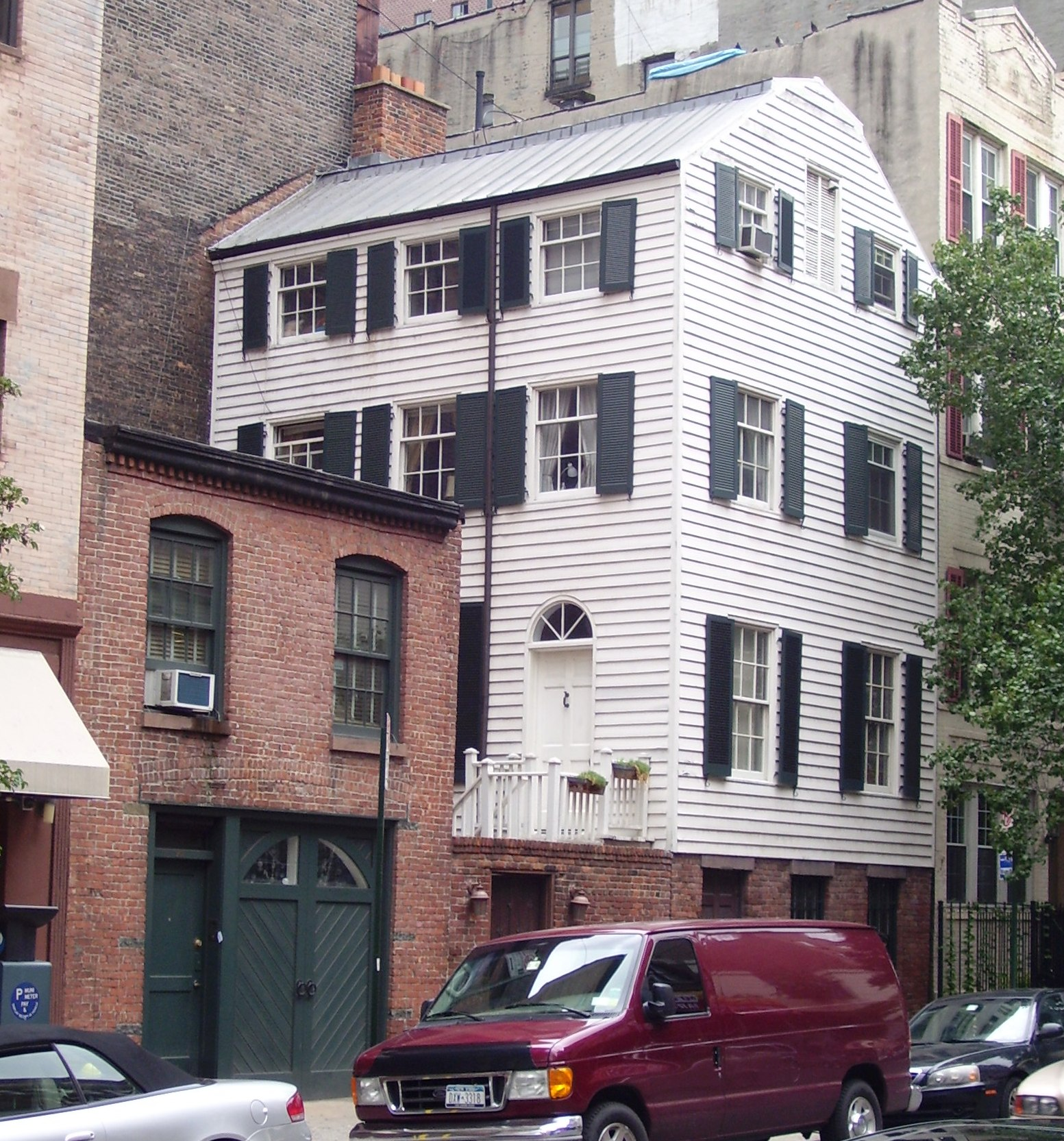
Деревянный дом по адресу восточная 29-я улица, 203

Изначально на месте квартала был небольшой залив Ист-Ривер. Он располагался между нынешними 32-й и 37-й улицами. Береговая линия залива проходила вдоль нынешней 1-й авеню. Своё название он получил по имени голландского колониста Якобуса Хендриксона Кипа (нидерл. Jacobus Hendrickson Kip, 1631—1690), ферма которого располагалась к северу от 30-й улицы вдоль пролива Ист-Ривер. Впоследствии залив был осушен, и разбитый на его месте квартал получил такое же название.
В 1655 году на месте, где ныне пересекаются Вторая авеню и восточная 35-я улица, Кип выстроил массивный кирпично-каменный дом. Он неоднократно расширялся и простоял до 1851 года. К моменту сноса он был единственным фермерским домом, оставшимся со времён Нового Амстердама.
15 сентября 1776 года в ходе кампании в Нью-Йорке и Нью-Джерси в заливе Кипс-Бей под предводительством генерала Уильяма Хау высадилось 4000 британских солдат. Они нанесли серьёзное поражение противостоявшим им 500 американским пехотинцам, которые были вынуждены отступить. Вскоре после этого британцы оккупировали Нью-Йорк.
В 1878 и 1880 годах соответственно вдоль Третьей и Второй авеню были проведены линии надземной железной дороги. В ходе их возведения многие старые дома были снесены, и их места заняли многоквартирные здания. Единственным строением, оставшимся в районе с тех времён, является частный деревянный дом по адресу восточная 29-я улица, 203. Он внесён в Национальный реестр исторических мест США.
К югу от Кипс-Бея на Ист-Ривере некогда находилось зажиточное поместье площадью 39 акров. В 1835 году его приобрёл шахтовладелец Энсон Фелпс. В 1860-х годах на этом участке были возведены торцевой застройки. Между 23-й и 27-й улицами располагался крупный мясной рынок, впоследствии он переместился к северу от 42-й улицы.

## Современная застройка

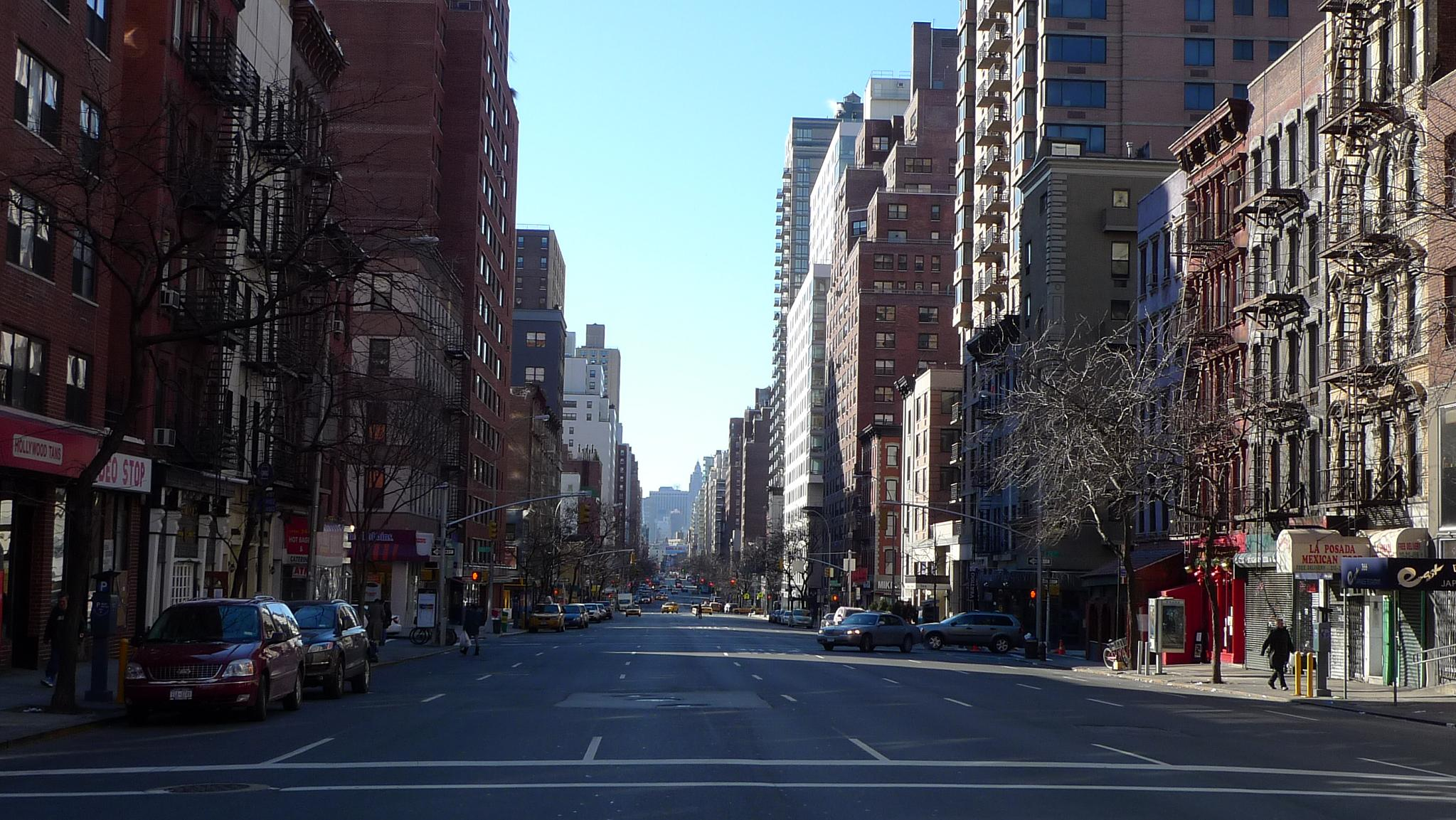
Пересечение Третьей авеню и 27-й улицы в Кипс-Бее

В 1960-х годах на восточной 29-й улице между Первой и Второй авеню к югу от восточной 27-й улицы было возведено четыре высотных жилых комплекса. В 1963 году по проекту архитектора Бэя Юймина в квартале был возведён крупный жилой комплекс на 1112 квартир Кипс-Бей-Тауэрс. В 1965 году на Второй авеню между 30-й и 32-й улицами был построен стрип-молл «Кипс-Бей-Плаза». В нём расположены кинотеатр компании AMC Theatres, фитнес-клуб Crunch Fitness, круглосуточная аптека Rite Aid и прочие заведения.
На берегу Ист-Ривера между 25-й и 28-й улицами возведены жилой комплекс Уотерсайд-Плаза и Международная школа ООН. В 1980-х годах помимо них на берегу планировалось возвести дополнительные жилые и офисные комплексы и отель, но проект был забракован общественным советом и экологической комиссией.
Вдоль Первой авеню в квартале расположены корпусы Нью-Йоркского университета: госпиталь Тиша, Стоматологический колледж, Медицинский факультет, Институт Руска, Госпиталь Беллвью и Манхэттенский госпиталь управления по вопросам здравоохранения ветеранов. На той же авеню между восточными 37-й и 38-й улицами располагалась основанная в 1895 году пивоваренная компания «Кипс-Бей». Ныне это здание отведено под офисные помещения.

## Население
По данным на 2009 год, численность населения квартала составляла 8933 жителей. Средняя плотность населения составляла около 35 900 чел./км², превышая среднюю плотность населения по Нью-Йорку почти в 3,5 раза. В расовом соотношении основную долю составляли белые. Средний доход на домашнее хозяйство почти в 1,5 раза превышал средний показатель по городу: $87 939.

## Общественный транспорт
Кипс-Бей обслуживается станциями 28th Street и 33rd Street линии IRT Нью-Йоркского метрополитена. По состоянию на сентябрь 2012 года в районе действовали автобусные маршруты M9, M23, M34 и M34A.